# Bifluorure de potassium
Le bifluorure de potassium est un composé chimique de formule brute KHF2. C'est un sel de cations potassium K+ et d'anions bifluorure HF2−.

## Synthèse
On peut synthétiser le bifluorure de potassium en traitant du carbonate de potassium K2CO3 ou de l'hydroxyde de potassium KOH avec de l'acide fluorhydrique HF :
KOH + 2 HF → KHF2 + H2O.
L'hydroxyde de potassium réagit avec l'acide fluorhydrique pour donner du bifluorure de potassium et de l'eau.

### Réactivité
Le bifluorure de potassium est incompatible avec les bases organiques et les alcalins caustiques[réf. souhaitée].